# Cmentarze przy ul. Sadowej w Elblągu
Cmentarze przy ul. Sadowej w Elblągu – znajdujący się przy ul. Sadowej i gen. J. Bema w Elblągu zespół cmentarzy ewangelickich, w skład którego wchodzą:
- cmentarz nowomiejskiej parafii ewangelickiej Trzech Króli[1],
- cmentarz baptystyczny,
- cmentarz ewangelicko-reformowany im. św. Jana[2].

23 lutego 1994 zespół cmentarny razem z dawną kaplicą i bramą wjazdową wpisano do rejestru zabytków pod nr 334/94.

## Historia

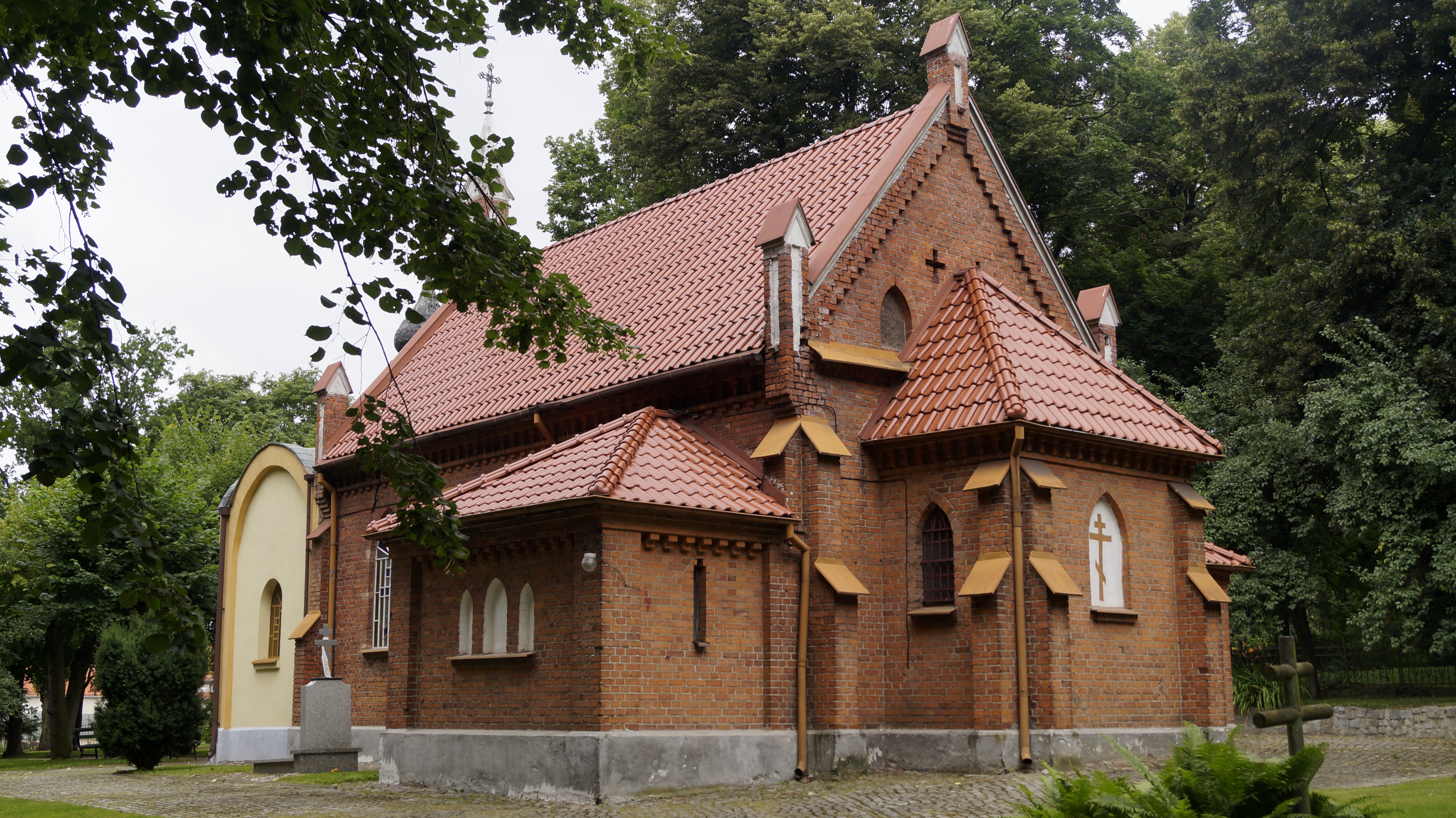
Dawna kaplica cmentarna, obecnie cerkiew

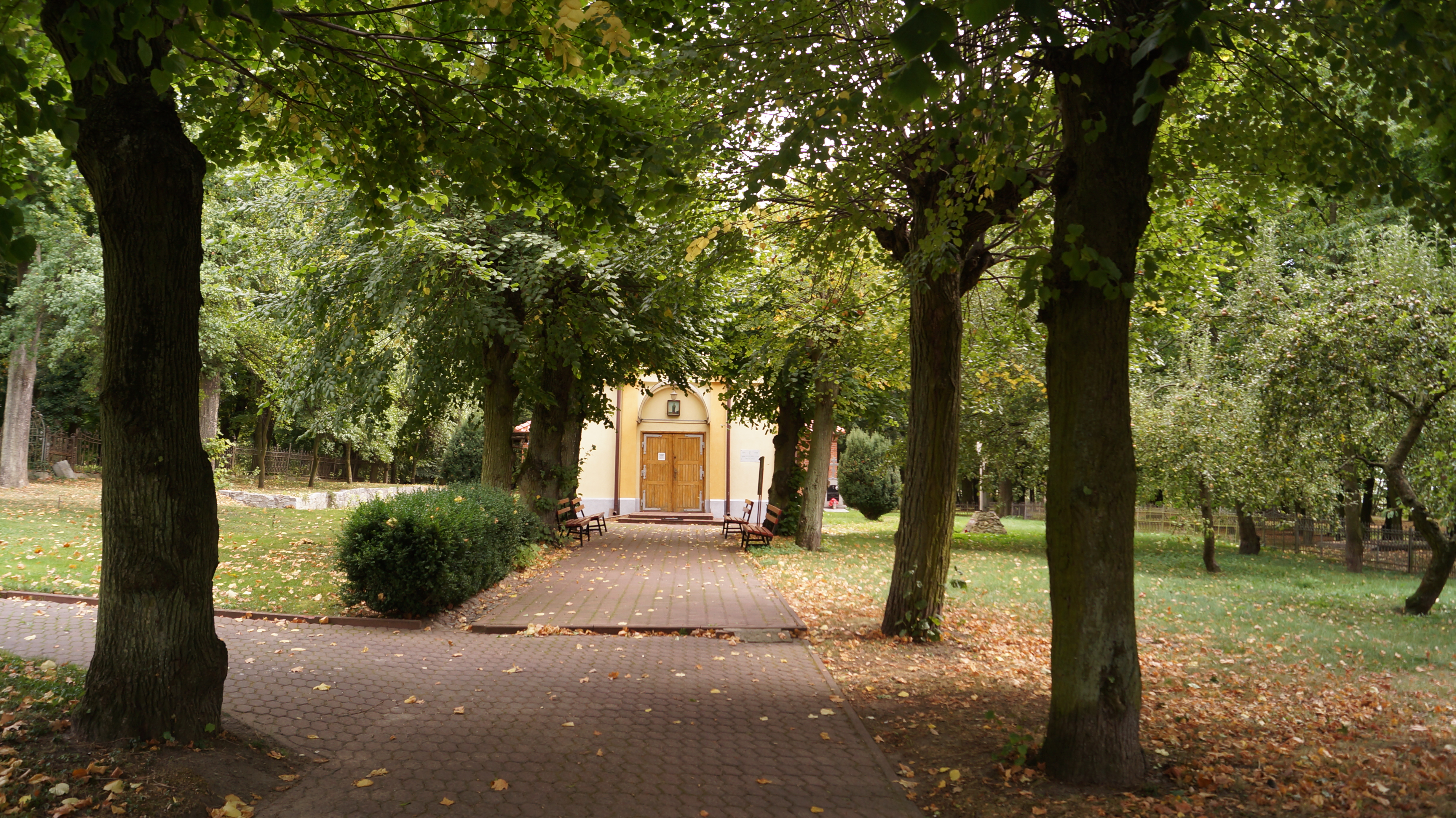
Główna aleja cmentarza ewangelickiego parafii Trzech Króli

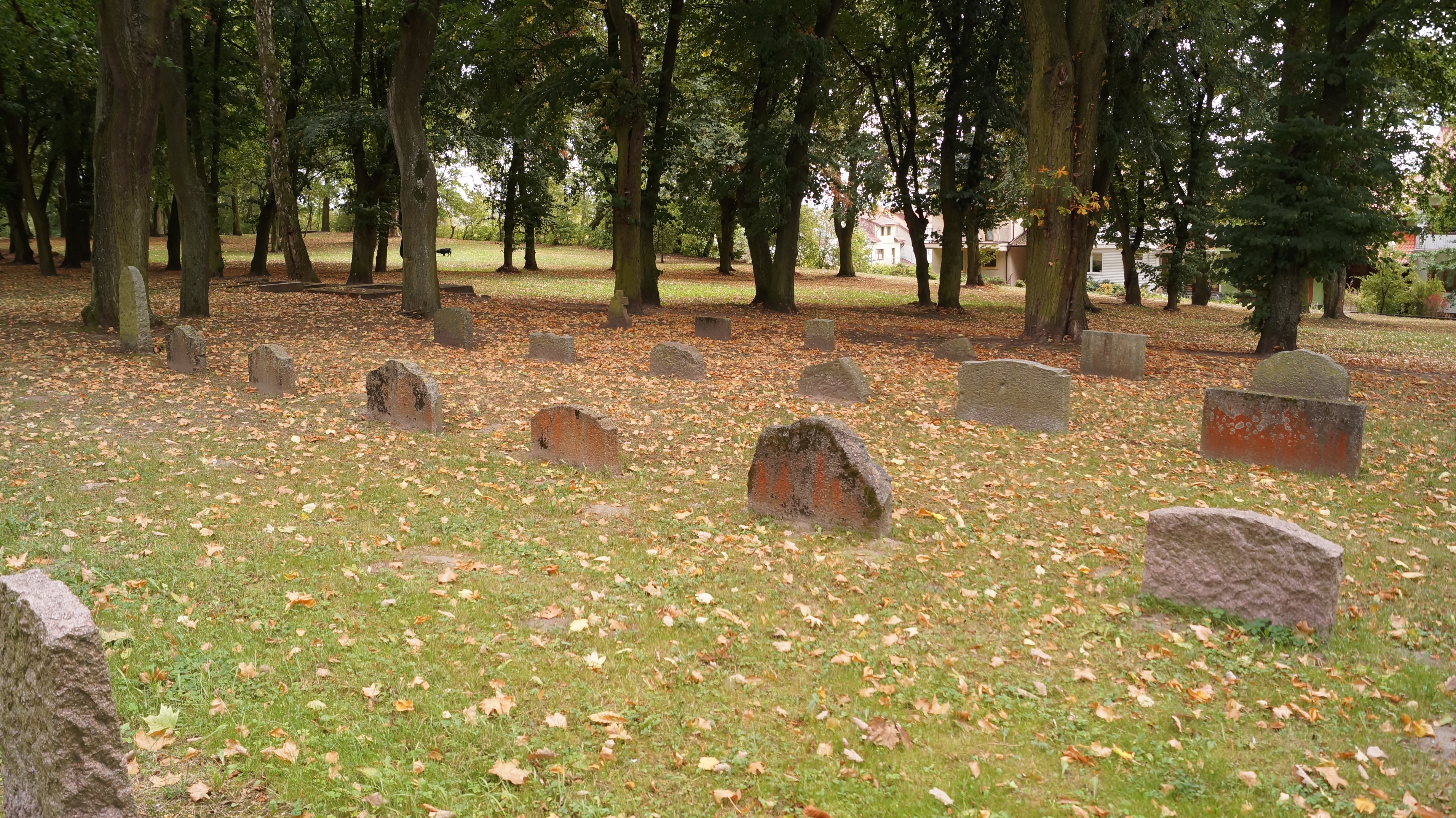
Lapidarium

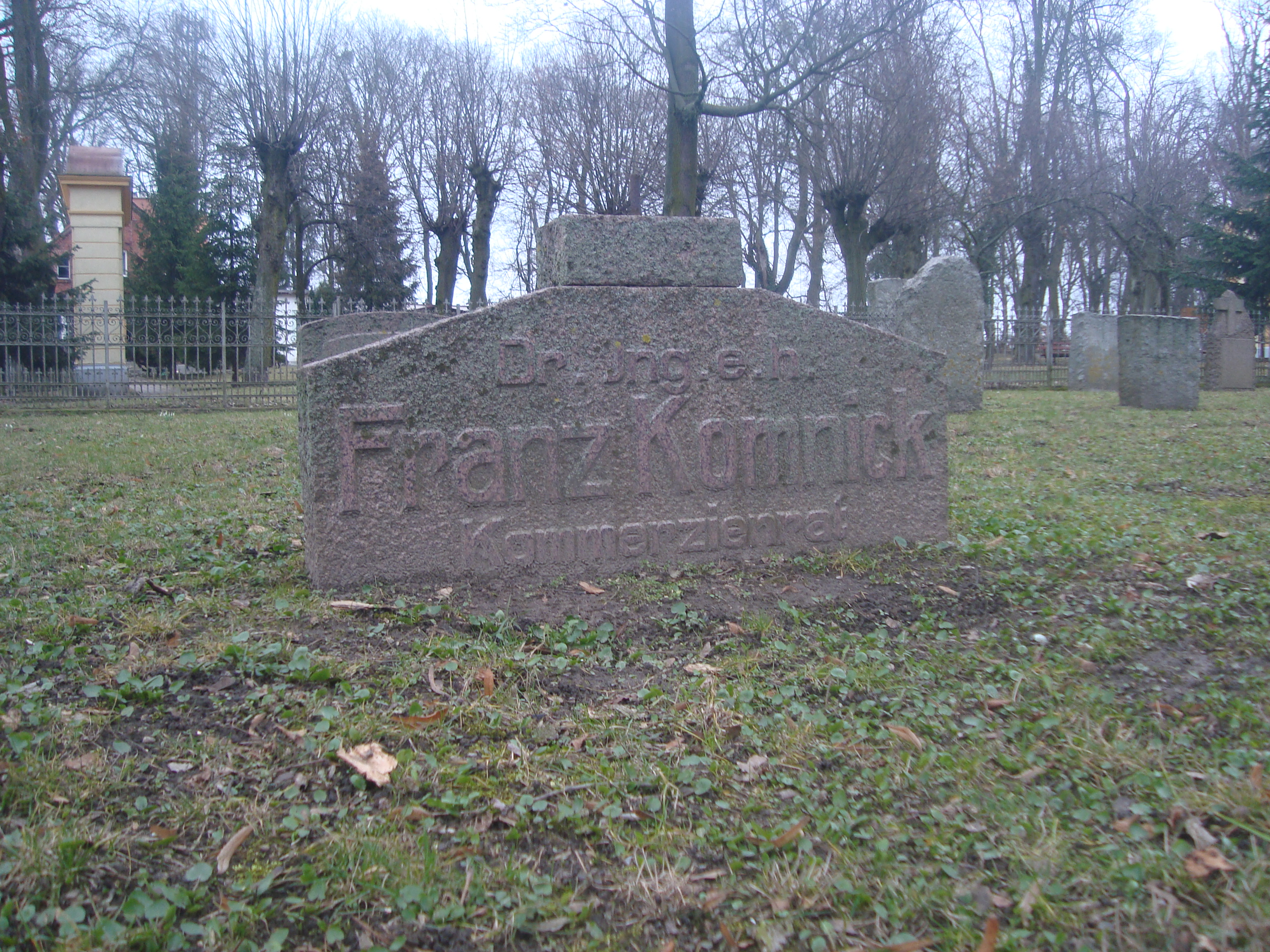
Grób Franza Komnicka w lapidarium

### Przed 1945
Cmentarz parafii Trzech Króli i cmentarz baptystyczny powstały w latach 80. XIX wieku, gdy całkowicie zakazano pochówków na cmentarzach przykościelnych w centrum miasta. Ulokowano je na zboczach Góry Napoleona (Napoleonsberg), a główne wejścia znajdowały się od obecnej ulicy Sadowej (wówczas Baumschulenweg). Zespół cmentarzy ogrodzono żeliwnym parkanem wzdłuż którego posadzono szpaler drzew lipowych. W 1910 otworzono dla pochówków cmentarz ewangelicko-reformowany im. św. Jana. Na cmentarzu parafii ewangelickiej Trzech Króli wybudowano obszerną kaplicę, w której odbywały się nabożeństwa pogrzebowe. W 1923 urządzono kwaterę, na której pochowano ekshumowane z innych miejsc ciała poległych w I wojnie światowej, a w centralnej części umieszczono metalowy krzyż. Na cmentarzu tym spoczęło wielu zasłużonych Elblążan m.in. Franz Komnick, a także Emma i Emil Drange – dziadkowie kanclerz Niemiec Angeli Merkel, Hermann Schroeter, Ernst Winkler. 

### Czasy współczesne
Po II wojnie światowej cmentarze uległy dewastacji, teren cmentarza baptystów został splantowany. Uszkodzoną kaplicę cmentarną przekazano w 1949 parafii Polskiego Autokefalicznego Kościoła Prawosławnego, który przebudował świątynię na cerkiew św. Marii Magdaleny. W latach 80. XX wieku dobudowano do niej przedsionek zwieńczony kopułą w stylu bizantyjskim. Z kwatery wojennej pozostał postument, na którym znajdował się krzyż, natomiast w celu uchronienia przed profanacją grób Franza Komnicka przeniesiono w 2008 do środkowej części zespołu cmentarnego, gdzie urządzono lapidarium rzeźby nagrobnej. Umieszczono tam pamiątkową tablicę z napisem "Lapidarium Pamięci Mieszkańców Miasta Elbląga Pochowanych do 1945 r. Elbląg 2000". Na terenie dawnego cmentarza baptystów znajduje się pasieka. Część cmentarza dawnej parafii ewangelickiej Trzech Króli podlega od 2007 Parafii Ewangelicko-Reformowanej w Warszawie, która wybudowała nowe ogrodzenie i odpowiada za jego utrzymanie.